# Dying Is Your Latest Fashion
Albums de Escape the Fate
There's No Sympathy for the Dead
(2006) This War Is Ours
(2008)
Dying Is Your Latest Fashion est le premier album du groupe de post-hardcore américain Escape the Fate. Il est distribué par Epitaph Records depuis le 26 septembre 2006.
Le titre de l'album provient des paroles du refrain de sa troisième chanson, "Situations". Il est composé de neuf chansons inédites et de deux tirées de leur premier EP There's No Sympathy for the Dead. "Not Good Enough for Truth In Cliché" et "Situations" sont les deux singles tirés de l'album.

## Liste des chansons
1. The Webs We Weave - 2:53
2. When I Go Out, I Want to Go Out On a Chariot of Fire - 4:01
3. Situations - 3:07
4. The Guillotine - 4:32
5. Reverse This Curse - 3:40
6. Cellar Door - 4:36
7. There's No Sympathy for the Dead - 5:27
8. My Apocalypse - 4:43
9. Friends and Alibis - 4:10
10. Not Good Enough for Truth In Cliché - 3:51
11. The Day I Left The Womb - 2:23

## Musiciens
- Ronnie Radke - chant principal
- Bryan "Monte" Money - guitare principale, voix secondaire
- Omar Espinosa - guitare rythmique, voix secondaire
- Max Green - basse, voix secondaire
- Robert Ortiz - batterie

## Analyse musicale
Dying Is Your Latest Fashion est un album de musique post-hardcore et/ou emo selon les morceaux. Des titres comme "The Day I Left The Womb", "Not Good Enough for Truth In Cliché" ou "My Apocalypse" révèlent le côté émotionnel du groupe, contrairement à d'autres, comme "The Guillotine" et "There's No Sympathy for the Dead", qui intègrent des éléments tirés du doom metal : l'utilisation de grunts et un rythme lent, s'accordant avec une musique lourde et lente (la fin de "The Guillotine").
On remarque un contraste entre certaines chansons plus calmes ("Reverse This Curse", "Situations" ou "Friends And Alibis") qui se rapprochent d'un punk hardcore, comparées à d'autres, plus violentes et brutes ("When I Go Out, I Want to Go Out On a Chariot of Fire", "The Webs We Weave"). Sous ses airs de fausse balade, "Cellar Door" intègre des effets issus de la power pop. On notera aussi le soin apporté à chaque morceau par l'intégration de chœurs, de guitare acoustique, d'effets électroniques, de violons, d'échos et autres effets sonores.